# آنتونوف ای‌ان-۱۴۸
آنتونوف-۱۴۸ (به روسی: Антонов-148) یک هواپیمای مسافربری باریک‌پیکر دوموتوره است که توسط شرکت آنتونوف اوکراین توسعه‌یافته و ساخته شده‌است. نخستین پرواز این هواپیما در دسامبر ۲۰۰۴ انجام شد. این هواپیما در پایان فوریه ۲۰۰۷ تکمیل و به بازار عرضه گشت. این هواپیما که توان ترابری ۶۸–۸۵ مسافر را دارد، تا کنون ۴۷ فروند از آن تولید شده‌است.
آنتونوف ۱۴۸ یک جت منطقه‌ای ساخت شرکت اوکراینی آنتونوف است. در دسامبر ۲۰۰۶ نمونه واقعی آن کامل و تست شد. این هواپیما از موتور دی-۴۳۶ طراحی شرکت ایوچنکو پراگرس و ساخت شرکت موتور سیچ که هردو در زاپوریژیا اوکراین واقع شده‌اند، نیرو می‌گیرد.

## طراحی
آنتونوف-۱۴۸ یک هواپیمای بال‌بالا یا تک‌بال (monoplane) است که دارای دو موتور جت توربینی نصب شده زیر بال است. این آرایش و شکل، موتورها و ساختار بال را در برابر صدمات اشیای بیرونی حفظ می‌کند. پیکربندی بال آن با ضریب اطمینان بالا اجازه می‌دهد که این هواپیما در فرودگاه‌هایی با تجهیزات کم هم مورد استفاده قرار گیرد. پرواز و سامانه ناوبری پیشرفته، نمایشگرهایی با چندین وظیفه و سامانه‌های مخابراتی آنتونوف-۱۴۸ را به پرواز در روز و شب تحت شرایط آب و هوایی سخت با وجود جریان‌های هوا با چگالی بالا قادر می‌سازد. درون اتاقک خلبان آنتونوف-۱۴۸ دربردارندهٔ پنج ال‌سی‌دی با ابعاد ۲۰x۱۵ و ۶x۸ که ساخت شرکت AVIAPRIBOR است و در آن نیز همان فناوری مورد استفاده در آنتونوف-۷۰ به‌کار رفته شده است. اما بال و بدنهٔ آن روزآمدتر از آنتونوف-۷۴ است.

## انواع
آنتونوف-۱۴۸ سری ۱۰۰ یک هواپیمای منطقه‌ای و مدل اصلی آنتونوف-۱۴۸ است. این هواپیما۷۰ نفر و هر کدام را در ۳۴ اینچ جای می‌دهد. و در نمونه‌ای دیگر ۸۰ نفر را جای می‌دهد. این هواپیما در چند کلاس که مسافرین کمتری دارد ساخته شده است. به‌طور نمونه، چهار برابر کلاس‌های تجاری. برای اپراتورهای سیبریایی هواپیماهای آنتونوف یک نمونهٔ آن با وزن کل بیشتر و سوخت اضافی ذخیره‌شده در تانک مرکزی، افزایش برد از ۱٫۱۸۷ به ۱٫۹۴۳ مایل دریایی است. آنتونوف نوع E برد ۲٫۷۵۲ مایل را ارائه می‌دهد. مدل E۱ بدون هیچ توقفی مسکو تا ولادی‌وستوک که ۳٫۷۷۷ مایل است را با ۴۴ مسافر پرواز کرده است. همچنین طرح‌هایی پیشنهادی وجود دارد از جمله نوع ۲۰۰ این هواپیما که ۵٫۳ متر طویل‌تر است و ظرفیت ۹۰ تا ۱۰۰ را داراست. قیمتی که برای آنتونوف-۱۴۸ تعیین شده ۱۸–۲۰ میلیون دلار است.
در آوریل ۲۰۰۵ اولین آنتونوف-۱۴۸ توسط شرکت ایلیوشین تحویل گرفته شد. شرکت لیزینگ و شرکت هوایی کراس‌ایر قرارداد اجارهٔ ۱۰ هواپیما و حق خرید یا فروش ۵ عدد به ارزش ۲۷۰ میلیون دلار را امضا کردند.

## ویژگی‌ها (آنتونوف-۱۴۸–۱۰۰)
- خدمه (خلبان و کمک خلبان) هواپیما: ۲نفر
- ظرفیت و انواع: ۷۰ مسافر در ۳۴ اینچ یا ۸۶٫۴ سانتی‌متر، ۸۰ مسافر در ۳۰ اینچ یا ۷۶٫۲ سانتی‌متر، نمونهٔ پیشرفته با ۴۵–۴۰ مسافر با برد ۳٫۸۰۰ مایل و نوع VİP با ۳۰–۱۰مسافر.
- حداکثر قابلیت حمل بار: ۹٫۰۰۰ کیلوگرم (۲۰٫۰۰۰ پوند)
- موتور: پراگرس دی-۴۳۶
- تراست-take off rating :کمینه نیرو برخاست برای هواپیما ۶۲٫۷۸۴ نیوتن و بیشینه نیروی ۶۷٫۰۰۲ نیوتن
- بیشینه قدرت کروز: ۱۴٫۷۱۵ نیوتن برای انواع s/r and l/r
- مصرف سوخت مشخص: (پوند بر ساعت) kg/n/.h ۰٫۳۶ تیک‌آف و kg/n/h ۰٫۶۲ در ماکزیمم کروز

## عملکرد
- بیشینه سرعت: (kn ۴۷۰ (۸۷۰ km/h
- سرعت کروز: (۴۷۰kn (820-870 km/h
- کمترین مسافت برخاست: (m ۱٫۷۵۰ (۵٫۷۴۰ ft
- برد: (مایل nmi ۱٫۹۰۰ (۳٫۶۰۰ km ۲٫۲۰۰
- سقف پروازی: (ft ۴۱٫۰۰۰ (۱۲٫۵۰۰ m
- مصرف سوخت: (kg/h ۱٫۴۷۰ (۳٫۲۴۰ lb/h
- راندمان سوخت: (g/seat-km ۲۴٫۵ (۰٫۰۵۴۰ lb/seat-mi

## حضور در ایران
محمد علیزاده، رئیس شرکت هواپیماسازی هسا در پاییز ۱۳۸۷ عنوان کرد ایران در حال مذاکره برای بومی‌سازی کامل این هواپیما در داخل ایران است.